# Dwaallicht

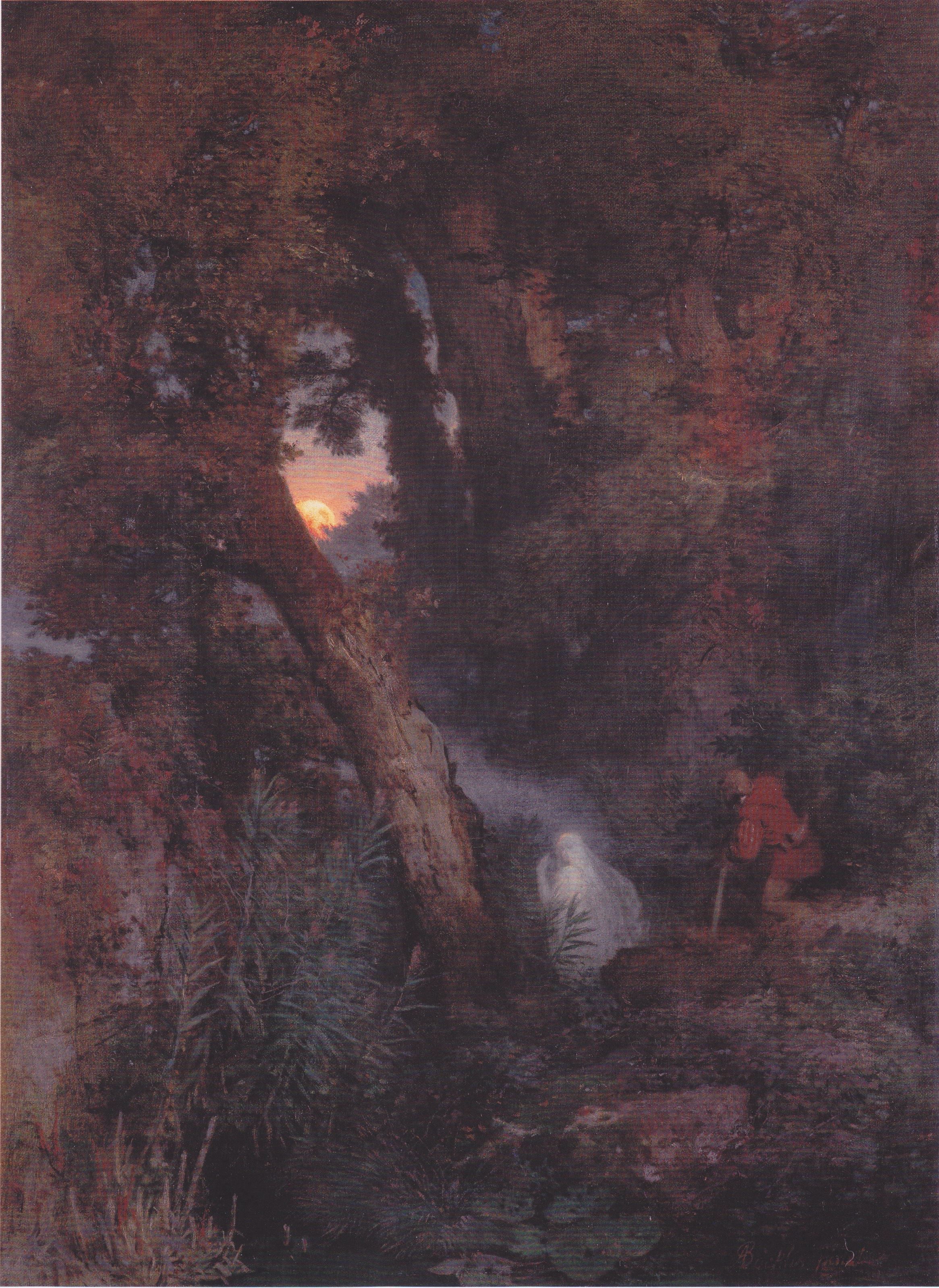
Das Irrlicht, Arnold Böcklin, 1882

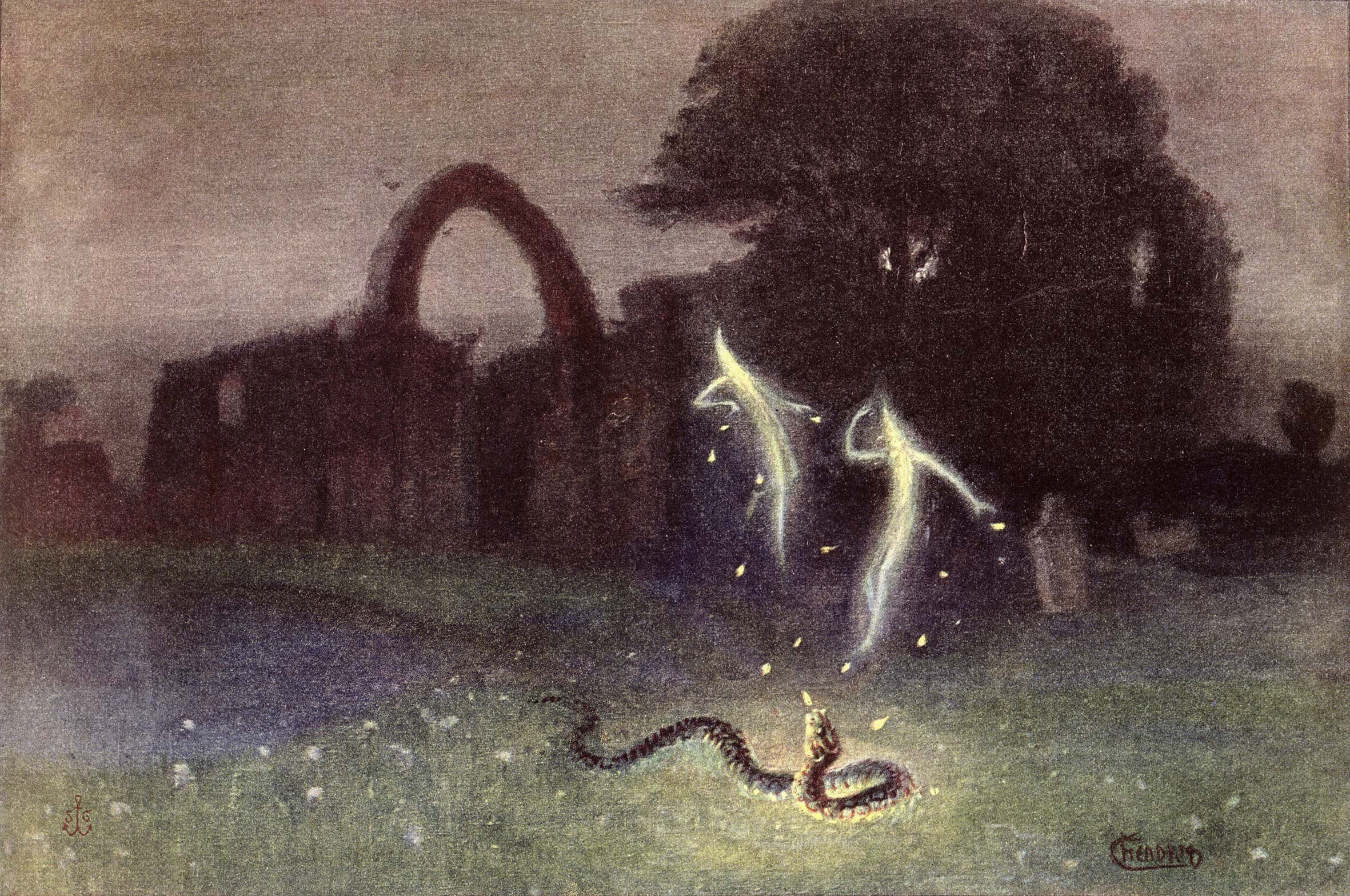
Will-o-the-wisp and snake, Herman Hendrich, 1823

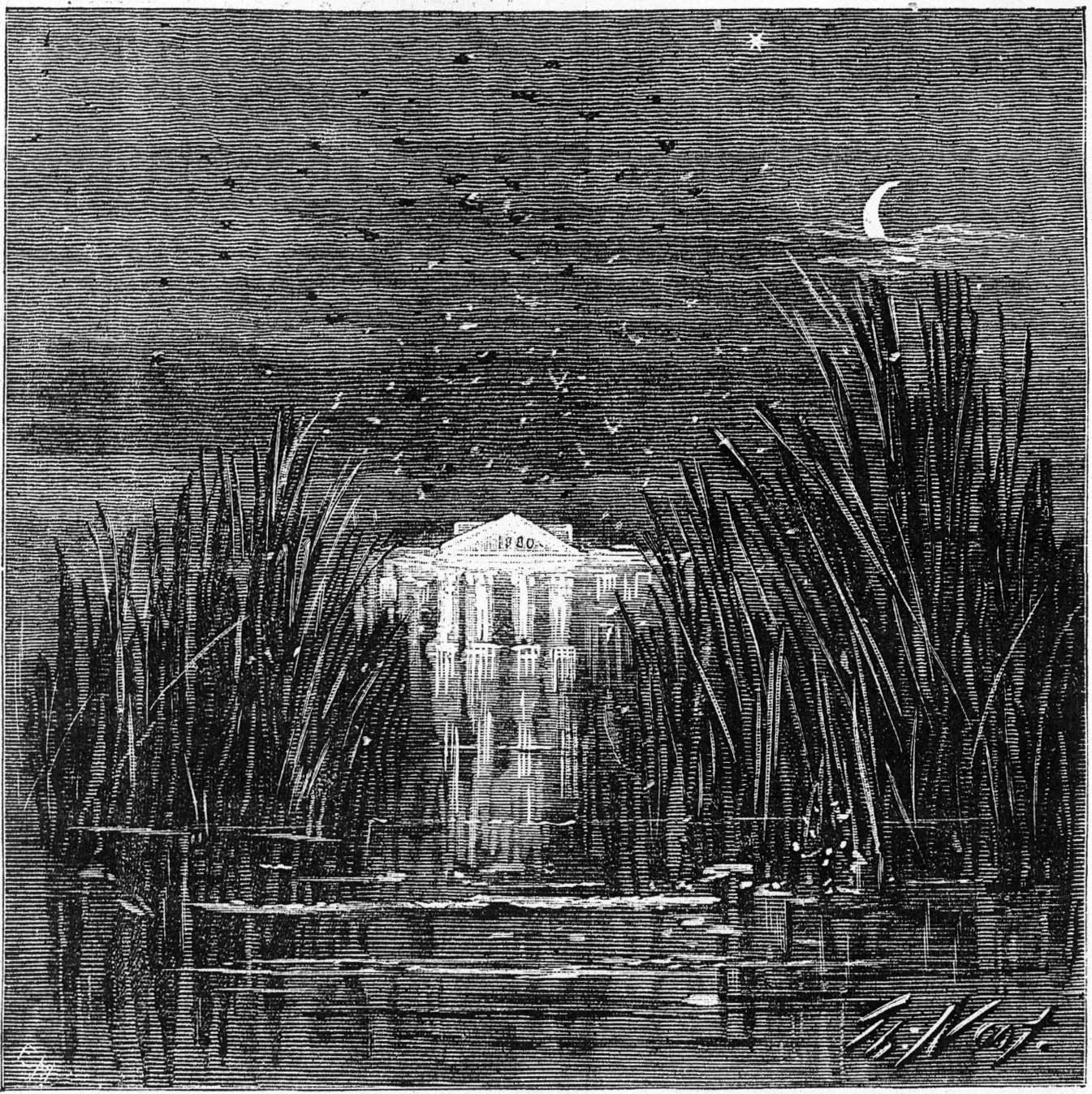
Ignis Fatuus, Thomas Nast, 1878

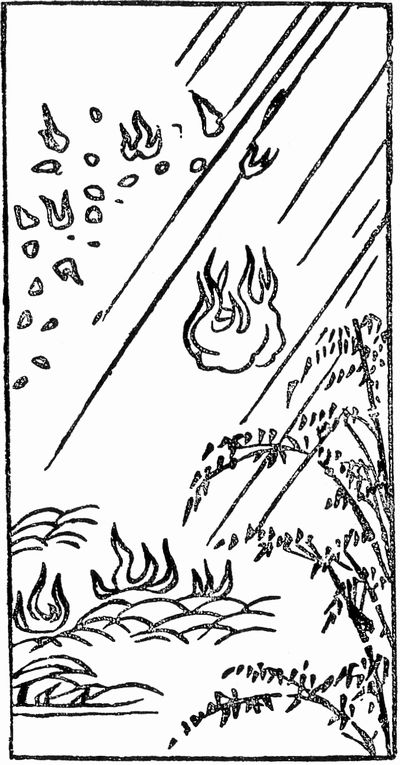
Onibi, Wakan Sansai Zue, 1702

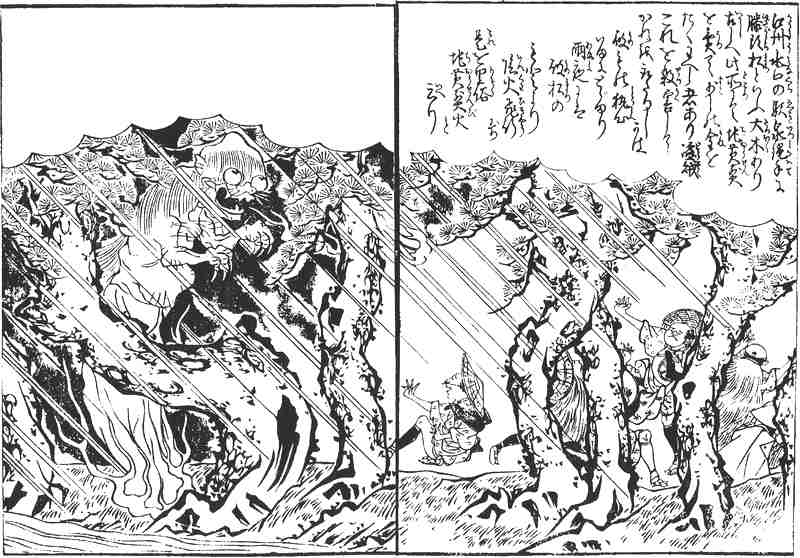
Jiōsenbi, Ehon-Sayo-Shigure, 1801

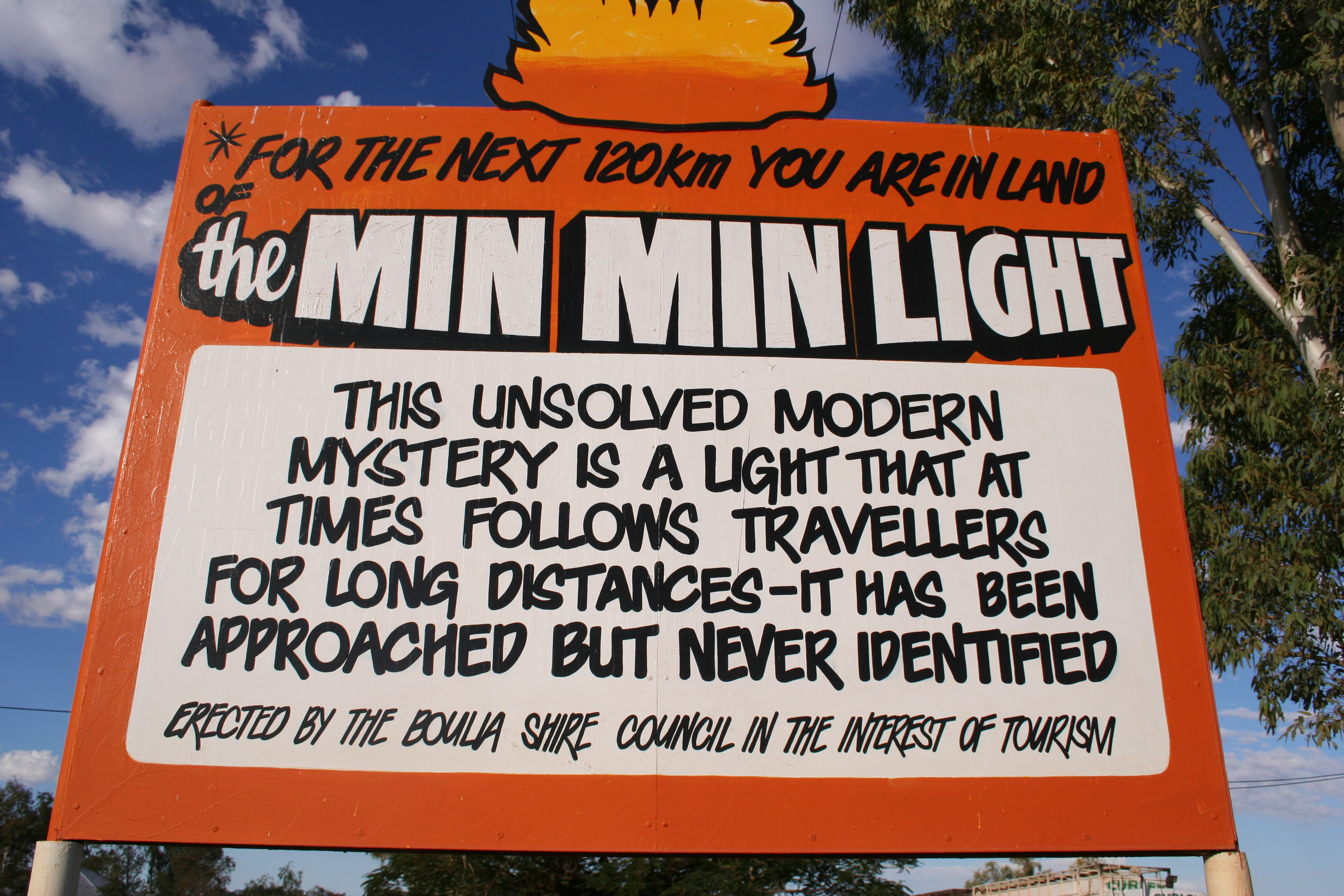
Bord in Australië

Een dwaallicht is een blauwachtig, beweeglijk lichtverschijnsel dat boven moerassen, poelen en kerkhoven kan verschijnen. Dwaallichten spelen een rol in verschillende oude volksverhalen, ze werden bijvoorbeeld gezien als dolende zielen die mensen in het water lokken. Dwaallicht ontstaat door de langzame ontbranding van moerasgassen, en is een natuurlijke vorm van chemoluminiscentie.

## Verklaringen
Dwaallichten zijn wetenschappelijk te verklaren als een natuurverschijnsel waarbij moerasgas langzaam ontvlamt.
Door de oxidatie van methaan (CH4), fosfine (PH3) en difosfaan (P2H4) – gassen die ontstaan door de natuurlijke vergisting van organisch materiaal – verschijnen blauwachtige vluchtige vlammetjes. Fosfine en difosfaan kunnen spontaan ontbranden wanneer ze in contact komen met zuurstof, en ontsteken hiermee het methaan. Dit chemische proces is een vorm van chemoluminescentie. Experimenten zoals uitgevoerd door de Italiaanse scheikundigen Luigi Garlaschelli en Paolo Boschetti hebben de lichten nagebootst door chemicaliën toe te voegen aan de gassen die gevormd werden door organisch materiaal.
Andere verklaringen associëren dwaallichten met bioluminescentie. Zo worden ook glimwormen vaak aangezien als oorzaak van dwaallichtjes. Glimwormen (zoals het vuurvliegje) zijn kevers die met hun achterlijf zelfstandig licht produceren (bioluminescentie). Van kerkuilen is ook bekend dat het weerkaatsingsvermogen van het verenkleed genoeg licht van andere bronnen (bijvoorbeeld de maan) kan reflecteren om een effect te produceren dat lijkt op dwaallichten.

## Oude volksverhalen
In diverse volksverhalen wordt een verklaring voor dwaallichten gegeven. Volgens sommige sagen zouden het de zielen van ongedoopte en/of doodgeboren kinderen uit het voorgeborchte zijn. Zij huppelen naar voorbijgangers, om die naar een poel of plas te leiden, in de hoop alsnog gedoopt te worden. Dwaallichtjes werden dan ook wel beschouwd als lichtjes van de duivel, die reizigers moesten afleiden van het rechte pad. Ook zijn het zielen die wederkeren (naloop), omdat er nog een belofte vervuld moet worden, zielen van zondaars of zielen die zich een ander goed hebben toegeëigend of die grenspalen hebben verzet. In andere volksverhalen duiden dwaallichten de vindplek van verborgen schatten aan.
In verhalen verschijnt het dwaallicht soms als een figuur met een lantaarn of een lichtgevend gebouw. De slachtoffers worden zo op een dwaalspoor gebracht en volgen de lantaarn of lopen richting het gebouw en hebben te laat door in gevaar te zijn.
Het volksgeloof wil dat men niet naar een dwaallicht fluit of wijst en er niet voor wegrent.  Het beste is om zo spoedig mogelijk naar huis te gaan. Op de deur is dan vaak een bloedvlek of zwartgebrande plek te zien.

### Ernest Claes
In zijn boek Jeugd (1940) beschrijft de Vlaamse schrijver Ernest Claes op een bijzonder kleurrijke manier de dwaallichten. Deze zouden volgens hem te zien zijn in de Zichemse moerassen van het Demerbroek in zijn geboortestreek Noord-Hageland. Zo schrijft hij: “In de hete zomernachten hing er boven de 'kwachten' of moerassen van het broek een bleke smoor, en daarin verschenen de dwaallichten (...). Het is een angstwekkende verschijning. Eerst komt er een vage glans, als de weerschijn van een vuur, dan klaart door de nevel langzaam een rode vorm, nu hoog, dan laag, rond, langwerpig...altijd verandert het en beweegt het, en stokstijf blijft degene die het beziet stilstaan...En opeens is het of het rode licht hem ontdekt heeft, als een schicht komt het recht op hem toegevlogen, en dan is er maar één uitweg...lopen, lopen...”

### Wereldwijd
Dwaallichten komen in bijna alle culturen en continenten voor. Andere benamingen voor dwaallichten zijn hiplicht (naar het huppelen van de lichtjes, met name in Groningen), droglicht, valse lantaarns of Ignis Fatuus. In Groningen zijn deze wezens ook bekend als glende kerels (gloeiende kerels, zie ook gloeiige) of stallicht, stalkeerse of stalkaars. In Friesland spreekt men over nachtlampke, spoekljocht, dwylljocht of dwaalljocht. In het Vlaams worden ze wel dwoalluchtn of dwoasluchtn genoemd.
In Engeland heeft men het over will-o'-the-wisp, jack-o'-lantern, friars's lantern, hinkypunk, en hobby lanter. In Wales wordt de term piskie-light gebruikt, het zou gaan om een licht in de hand van een Púca. In de VS heten ze ghost-lights en in Latijns-Amerika spreekt men van Boi-Tata.
In Duitsland spreekt men van een Irrlichter, Spöklicht, Spuklicht, Spauklecht  (spooklicht), Dödenlicht, Totenlicht (dodenlicht), Sumpflichter, Dwalllücht en Irrwische . In Oostenrijk worden ze ook wel feurige Männer (vurige mannen, zie ook vuurman) genoemd. In Noorwegen staan de wezens bekend als Lyktemann (lantaarnman) of irrlys en in Zweden als Irrbloss. In Estland spreekt men over virvatuli (verblindend vuur).
In Frankrijk spreekt men over feu follet, in Italië worden ze fuochi fatui genoemd. In Spanje staan ze bekend als fuego fatuo of foc follet en in Portugal als fogo-fátuo, fogo tolo, fogo corredor of joão-galafoice.
In de Japanse mythologie worden soortgelijke wezens hitodama genoemd, ze vergezellen vaak yūrei. In de moerassige zoutvlakten van India zijn Chir Batti de plaatselijke dwaallichten. In het Australische binnenland komen dan weer Min Min lights voor.

## De Marsh Point-geesten
In het jaar 1845 verschenen vreemdsoortige lichten in het district Marsh Point nabij de Canadese stad Cornwall (provincie Ontario). Deze lichten trokken de aandacht van de plaatselijke bevolking en kregen de benaming Marsh Point-geesten. De lichten kwamen soms in aanzienlijke aantallen voor en schenen een soort spelletje te spelen door elkaar op de grond na te jagen en om snel tegen een boom op te vliegen, tot in de top, om dan later weer af te dalen. Tijdens een beangstigend voorval verliet een van de lichten zijn metgezellen en stak het kanaal over om tot in de top van een grote boom omhoog te stijgen, daar een tijdje te vertoeven, vervolgens terug neer te dalen, het kanaal weer over te steken om zich terug bij zijn metgezellen aan te sluiten, die zich als een groep nieuwsgierige vrienden om hem heen verzamelden om hem geluk te wensen met een veilige thuiskomst.

## Afbeeldingen

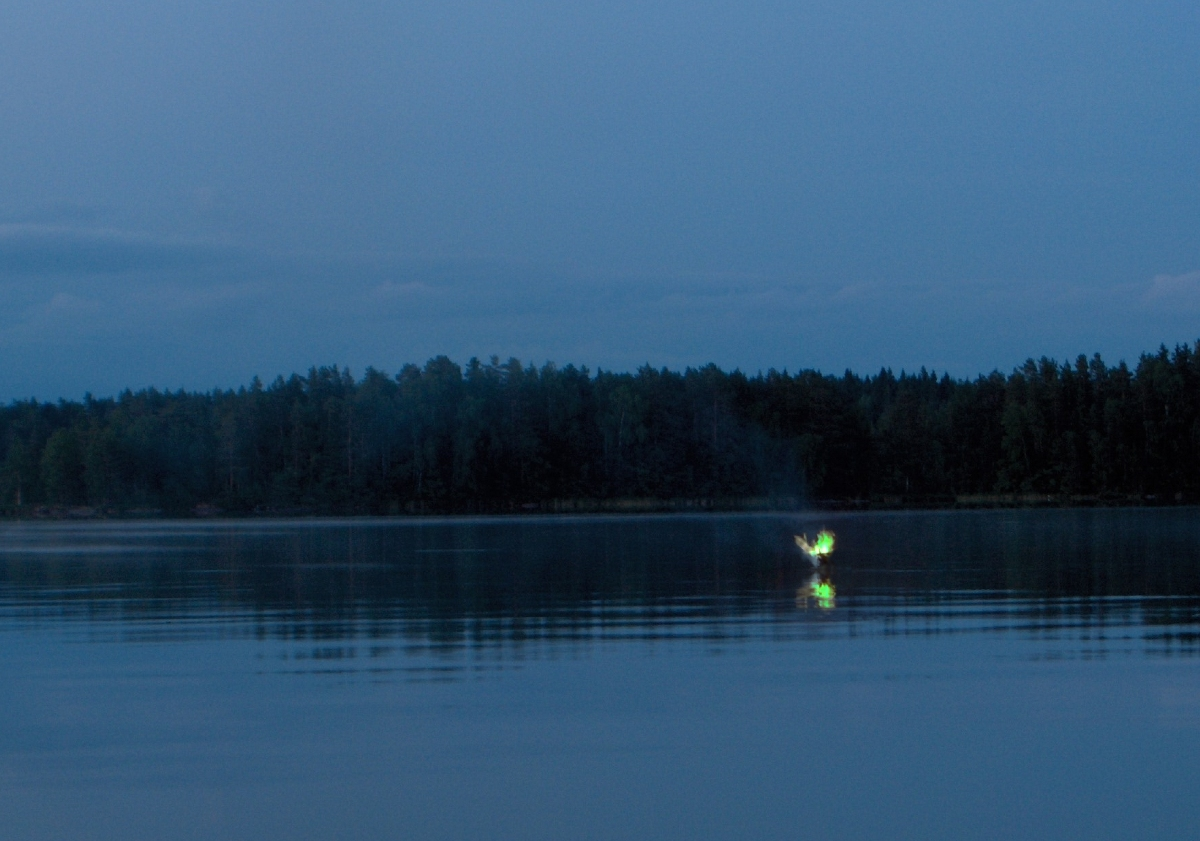
Namaak dwaallicht
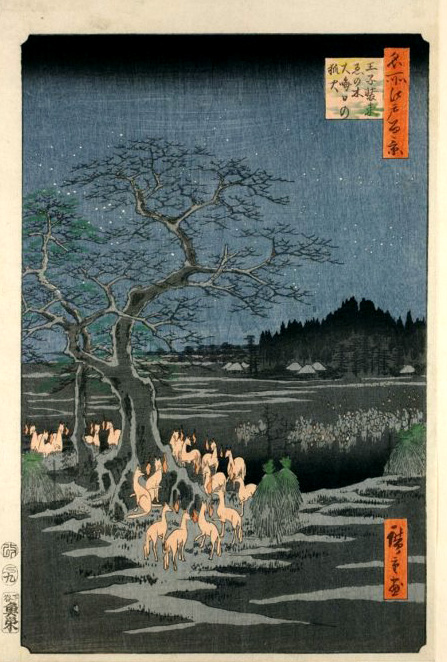
Japanse afbeelding van kitsune met hitodama, 1857
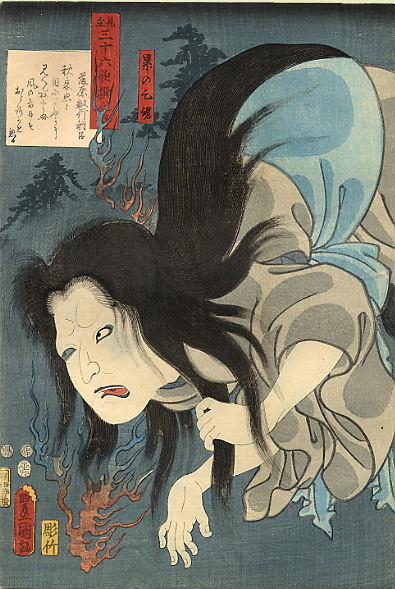
Hitodama, 1852